# 大家令 (イングランド)
大家令（だいかれい、英語: Lord High Steward）はイギリスの国務大官の1位にあたる官職で、大法官の上にあたる。1421年以降のほとんどの時期は空位であり、特定の式典のために特別に任命されるにすぎず、現代ではその式典も戴冠式に限定されている。
イギリスの君主の戴冠式において、大家令は聖エドワード王冠を持つ役割がある。また以前は貴族院における貴族の弾劾裁判で裁判官を務め、判決を下す役割もあったが、貴族院における貴族の弾劾裁判は1948年刑事裁判法により廃止された。過去の貴族弾劾裁判では大法官が臨時の大家令に任命されることが多く、また議会の閉会中は貴族弾劾裁判を行う「大家令裁判所」（Court of the Lord High Steward）もあった。

## 歴史

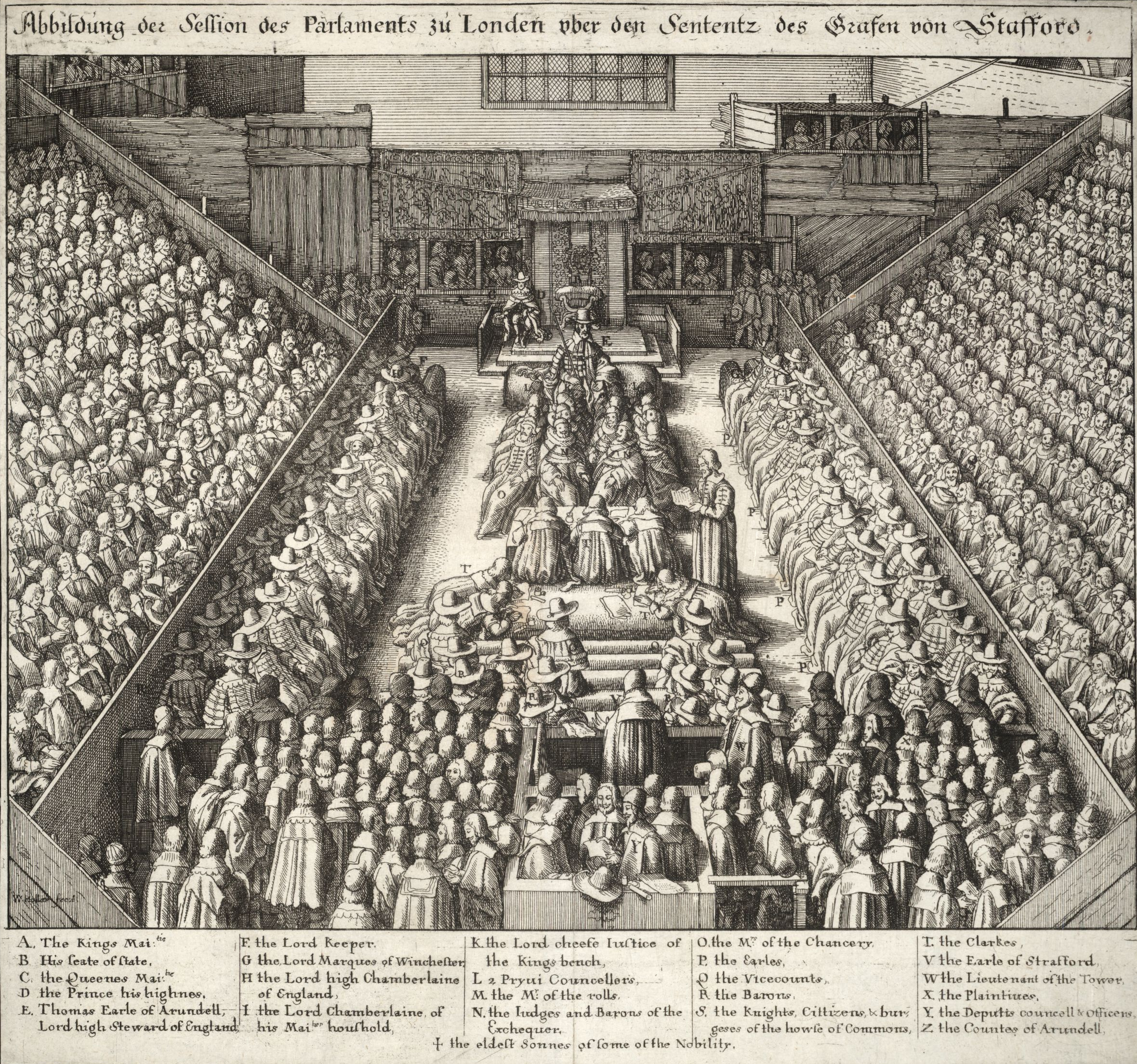
1641年の枢密顧問官初代ストラフォード伯爵トマス・ウェントワースの裁判を描いた版画。上部被告人席の向かいで職杖を持っている人物が裁判官（大家令）の第21代アランデル伯爵トマス・ハワード。

大家令は12世紀のイングランド王ヘンリー2世がイングランドの慣習に従い、第2代レスター伯爵ロベール・ド・ボーモンと初代ノーフォーク伯爵ヒュー・ビゴッドを世襲の家令に任命したことが始まりだった。以降レスター伯爵はノーフォーク伯爵の継承権を騎士10人の値段で買い取り、第6代レスター伯爵シモン・ド・モンフォールまでレスター伯爵が代々大家令の職を世襲した。第6代レスター伯爵が1265年にイーヴシャムの戦いで戦死すると、エドマンド・オブ・ランカスターが一代限りで大家令に任命された。その後継者のトマスはエドワード2世から改めて大家令の世襲権を獲得、さらにエドワード2世の統治が弱体である情勢に乗じて大家令の権力を大幅に強化した。
トマスは1322年に処刑され、後に公権喪失が取り消されるものの子供がいなかったため弟ヘンリーが大家令を相続した。以降大家令の職はレスター伯爵の爵位が吸収したものとして扱われ、歴代ランカスター伯爵とランカスター公爵（いずれもレスター伯爵と兼位）が大家令を世襲した。この時期にも大家令の権威が増し、第3代ランカスター伯爵および第3代レスター伯爵ヘンリーはエドワード3世の戴冠式（1327年）を、初代ランカスター公爵および第6代レスター伯爵ジョン・オブ・ゴーントはリチャード2世の戴冠式（1377年）を主導、1397年にはジョン・オブ・ゴーントが第4/11代アランデル伯爵リチャード・フィッツアランの裁判で裁判官を務めた。1399年にヘンリー4世が即位すると、彼は息子トマス・オブ・ランカスター（後の初代クラレンス公爵）を大家令に任命したが、クラレンス公の没後は常設の官職ではなくなった。1421年以降、戴冠式や貴族の弾劾裁判など特別な場合にのみ臨時に設けられることとなった。
スコットランドとアイルランドではスコットランド大家令とアイルランド大家令という同様の官職があり、それぞれスコットランド王位の法定推定相続人（ロスシー公爵）とシュルーズベリー伯爵（アイルランド貴族のウォーターフォード伯爵という爵位も保有）が就いている。

## イングランド大家令（1154年 – 1421年）
- 1154年 – 1168年: 第2代レスター伯爵ロベール・ド・ボーモン（英語版）
- 1168年 – 1190年: 第3代レスター伯爵ロベール・ド・ボーモン（英語版）
- 1190年 – 1204年: 第4代レスター伯爵ロベール・ド・ボーモン（英語版）
- 1206年 – 1218年: 第5代レスター伯爵シモン・ド・モンフォール
- 1218年 – 1239年: 不明、おそらく空位
- 1239年 – 1265年: 第6代レスター伯爵シモン・ド・モンフォール
- 1265年 – 1296年: 初代ランカスター伯爵および初代レスター伯爵エドマンド
- 1296年 – 1322年: 第2代ランカスター伯爵および第2代レスター伯爵トマス
- 1322年 – 1324年: 不明、おそらく空位
- 1324年 – 1345年: 第3代ランカスター伯爵および第3代レスター伯爵ヘンリー
- 1345年 – 1361年: 初代ランカスター公爵および第4代レスター伯爵ヘンリー・オブ・グロスモント
- 1362年 – 1399年: 初代ランカスター公爵および第6代レスター伯爵ジョン・オブ・ゴーント
- 1399年: 第2代ランカスター公爵および第7代レスター伯爵ヘンリー・ボリングブルック
- 1399年 – 1421年: 初代クラレンス公爵トマス・オブ・ランカスター

## イングランド大家令（1422年以降）
本節の一覧は1660年以前については不完全である。

### 戴冠式
| 名前                                                     | 年     | 解説                                                                    | 脚注   |
| -------------------------------------------------------- | ------ | ----------------------------------------------------------------------- | ------ |
| グロスター公爵ハンフリー・オブ・ランカスター             | 1429年 | ヘンリー6世戴冠式                                                       | [ 5 ]  |
| 第5/13代デヴォン伯爵トマス・ド・クルトネー               | 1445年 | マーガレット・オブ・アンジュー戴冠式                                    |        |
| 第2代サフォーク公爵ジョン・ド・ラ・ポール                | 1461年 | エドワード4世戴冠式                                                     |        |
| 初代クラレンス公爵ジョージ・プランタジネット             | 1465年 | エリザベス・ウッドヴィル戴冠式                                          | [ 6 ]  |
| 初代ノーフォーク公爵ジョン・ハワード                     | 1483年 | リチャード3世およびアン・ネヴィル戴冠式                                 |        |
| 第13代オックスフォード伯爵ジョン・ド・ヴィアー           | 1485年 | ヘンリー7世戴冠式                                                       | [ 7 ]  |
| ベッドフォード公爵ジャスパー・テューダー                 | 1487年 | エリザベス・オブ・ヨーク戴冠式                                          |        |
| 第3代バッキンガム公爵エドワード・スタッフォード          | 1509年 | ヘンリー8世およびキャサリン・オブ・アラゴン戴冠式                       |        |
| 初代サフォーク公爵チャールズ・ブランドン                 | 1533年 | アン・ブーリン戴冠式                                                    |        |
| 初代ラッセル男爵ジョン・ラッセル                         | 1547年 | エドワード6世戴冠式                                                     |        |
| 第3代ダービー伯爵エドワード・スタンリー                  | 1553年 | メアリー1世戴冠式                                                       |        |
| 第19代アランデル伯爵ヘンリー・フィッツアラン             | 1559年 | エリザベス1世戴冠式                                                     | [ 8 ]  |
| 初代ノッティンガム伯爵チャールズ・ハワード               | 1603年 | ジェームズ1世およびアン・オブ・デンマーク戴冠式                         |        |
| 初代バッキンガム公爵ジョージ・ヴィリアーズ               | 1626年 | チャールズ1世戴冠式                                                     |        |
| 初代オーモンド公爵ジェームズ・バトラー                   | 1661年 | チャールズ2世戴冠式                                                     | [ 9 ]  |
| 初代オーモンド公爵ジェームズ・バトラー                   | 1685年 | ジェームズ2世およびメアリー・オブ・モデナ戴冠式                         |        |
| 初代デヴォンシャー伯爵ウィリアム・キャヴェンディッシュ   | 1689年 | ウィリアム3世およびメアリー2世戴冠式                                    | [ 10 ] |
| 初代デヴォンシャー公爵ウィリアム・キャヴェンディッシュ   | 1702年 | アン女王戴冠式                                                          | [ 10 ] |
| 第2代グラフトン公爵チャールズ・フィッツロイ              | 1714年 | ジョージ1世戴冠式                                                       | [ 10 ] |
| 初代ドーセット公爵ライオネル・サックヴィル               | 1727年 | ジョージ2世およびキャロライン・オブ・アーンズバック戴冠式               | [ 11 ] |
| 初代タルボット伯爵ウィリアム・タルボット                 | 1761年 | ジョージ3世およびシャーロット・オブ・メクレンバーグ＝ストレリッツ戴冠式 | [ 11 ] |
| 初代アングルシー侯爵ヘンリー・パジェット                 | 1821年 | ジョージ4世戴冠式                                                       |        |
| 第10代ハミルトン公爵アレグザンダー・ハミルトン           | 1831年 | ウィリアム4世およびアデレード・オブ・サクス＝マイニンゲン戴冠式         |        |
| 第10代ハミルトン公爵アレグザンダー・ハミルトン           | 1838年 | ヴィクトリア女王戴冠式                                                  |        |
| 第9代マールバラ公爵チャールズ・スペンサー＝チャーチル    | 1902年 | エドワード7世およびアレクサンドラ・オブ・デンマーク戴冠式               | [ 12 ] |
| 第7代ノーサンバランド公爵ヘンリー・パーシー              | 1911年 | ジョージ5世およびメアリー・オブ・テック戴冠式                           | [ 13 ] |
| 第4代ソールズベリー侯爵ジェイムズ・ガスコイン＝セシル    | 1937年 | ジョージ6世およびエリザベス・ボーズ＝ライアン戴冠式                     | [ 14 ] |
| ハインドホープの初代カニンガム子爵アンドルー・カニンガム | 1953年 | エリザベス2世戴冠式                                                     | [ 15 ] |
| サー・ゴードン・メッセンジャー                           | 2023年 | チャールズ3世およびカミラ戴冠式                                         | [ 16 ] |

### 貴族裁判
| 名前                                                                    | 年              | 解説 | 脚注   |
| ----------------------------------------------------------------------- | --------------- | --- | ------ |
| 第2代バッキンガム公爵ヘンリー・スタッフォード                           | 1478年          | 初代クラレンス公爵ジョージ・プランタジネットの裁判 |        |
| 第13代オックスフォード伯爵ジョン・ド・ヴィアー                          | 1499年          | 第17代ウォリック伯爵エドワード・プランタジネットの裁判 | [ 2 ]  |
| 第2代ノーフォーク公爵トマス・ハワード                                   | 1503年          | 第2代ダドリー男爵エドワード・サットンの裁判 |        |
| 第2代ノーフォーク公爵トマス・ハワード                                   | 1521年          | 第3代バッキンガム公爵エドワード・スタッフォードの裁判 |        |
| 第3代ノーフォーク公爵トマス・ハワード                                   | 1534年          | 第3代デイカー男爵ウィリアム・デイカーの裁判 |        |
| 第3代ノーフォーク公爵トマス・ハワード                                   | 1536年          | アン・ブーリンの裁判 |        |
| 初代エクセター侯爵ヘンリー・コートニー                                  | 1537年          | 初代ダーシー・デ・ダーシー男爵トマス・ダーシーの裁判 |        |
| 初代ウォルデンのオードリー男爵トマス・オードリー                        | 1538年          | 初代モンタギュー男爵ヘンリー・ポールと初代エクセター侯爵ヘンリー・コートニーの裁判 |        |
| 初代ウォルデンのオードリー男爵トマス・オードリー                        | 1541年          | 第9代デイカー男爵トマス・ファインズの裁判 |        |
| 初代ウィンチェスター侯爵ウィリアム・ポーレット                          | 1551年          | 初代サマセット公爵エドワード・シーモアの裁判 |        |
| 第3代ノーフォーク公爵トマス・ハワード                                   | 1553年          | 初代ノーサンバランド公爵ジョン・ダドリーの裁判 |        |
| 第19代アランデル伯爵ヘンリー・フィッツアラン                            | 1557年          | 第8代ストートン男爵チャールズ・ストートンの裁判 |        |
| 初代ノーサンプトン侯爵ウィリアム・パー                                  | 1559年          | 第2代ウェントワース男爵トマス・ウェントワースの裁判 |        |
| 第6代シュルーズベリー伯爵ジョージ・タルボット                           | 1571年          | 第4代ノーフォーク公爵トマス・ハワードの裁判 |        |
| 第3代ウィンチェスター侯爵ウィリアム・ポーレット                         | 1587年          | スコットランド女王メアリー・ステュアートの葬儀 |        |
| 第4代ダービー伯爵ヘンリー・スタンリー                                   | 1589年          | 第20代アランデル伯爵フィリップ・ハワードの裁判 |        |
| 初代バックハースト男爵トマス・サックヴィル                              | 1601年          | 第2代エセックス伯爵ロバート・デヴァルーの裁判 |        |
| 初代コヴェントリー男爵トマス・コヴェントリー                            | 1631年          | 第2代キャッスルヘイヴン伯爵マーヴィン・タッチェットの裁判 |        |
| 第21代アランデル伯爵トマス・ハワード                                    | 1641年          | 初代ストラフォード伯爵トマス・ウェントワースの裁判 | [ 2 ]  |
| 初代クラレンドン伯爵エドワード・ハイド （大法官）                       | 1666年          | 第15代モーリー男爵トマス・パーカーの裁判 |        |
| 初代フィンチ男爵ヘニッジ・フィンチ （大法官）                           | 1676年          | 第3代コーンウォリス男爵チャールズ・コーンウォリスの裁判 |        |
| 初代フィンチ男爵ヘニッジ・フィンチ （大法官）                           | 1678年          | 第7代ペンブルック伯爵フィリップ・ハーバートの裁判 |        |
| 初代フィンチ男爵ヘニッジ・フィンチ （大法官）                           | 1679年          | 初代ダンビー伯爵トマス・オズボーンの裁判 |        |
| 初代フィンチ男爵ヘニッジ・フィンチ （大法官）                           | 1679年          | 初代ポウィス伯爵ウィリアム・ハーバート、初代スタッフォード子爵ウィリアム・ハワード、第3代ウォードアのアランデル男爵ヘンリー・アランデル、第4代ピーター男爵ウィリアム・ピーター、初代ベラシス男爵ジョン・ベラシスの裁判                                                               |        |
| 初代フィンチ男爵ヘニッジ・フィンチ （大法官）                           | 1680年          | 初代スタッフォード子爵ウィリアム・ハワードの裁判 |        |
| 初代ジェフリーズ男爵ジョージ・ジェフリーズ （大法官）                   | 1685年          | 第2代デラマー男爵ヘンリー・ブースの裁判 | [ 2 ]  |
| 初代カーマーゼン侯爵トマス・オズボーン （枢密院議長）                   | 1692年          | 第4代オーカンプトンのムーン男爵チャールズ・ムーンの裁判 | [ 10 ] |
| 初代サマーズ男爵ジョン・サマーズ （大法官）                             | 1699年          | 第6代ウォリック伯爵エドワード・リッチと第4代オーカンプトンのムーン男爵チャールズ・ムーンの裁判 | [ 10 ] |
| 初代クーパー男爵ウィリアム・クーパー （大法官）                         | 1716年          | 第3代ダーウェントウォーター伯爵ジェームズ・ラドクリフ、第4代ウィドリングトン男爵ウィリアム・ウィドリングトン、第5代ニスデール伯爵ウィリアム・マクスウェル、第5代カーンワース伯爵ロバート・ダルゼル、第6代ケンミュア子爵ウィリアム・ゴードン、第2代ネアーン卿ウィリアム・マレーの裁判 | [ 11 ] |
| 初代クーパー男爵ウィリアム・クーパー （大法官）                         | 1716年          | 第5代ウィントン伯爵ジョージ・セトンの裁判 | [ 11 ] |
| 初代クーパー男爵ウィリアム・クーパー （大法官）                         | 1717年          | 初代オックスフォード＝モーティマー伯爵ロバート・ハーレーの裁判 | [ 11 ] |
| 初代キング男爵ピーター・キング （大法官）                               | 1725年          | 初代マクルズフィールド伯爵トマス・パーカーの裁判 | [ 11 ] |
| 初代ハードウィック伯爵フィリップ・ヨーク （大法官）                     | 1746年          | 第4代キルマーノック伯爵ウィリアム・ボイド、第3代クロマーティ伯爵ジョージ・マッケンジー、第6代バルメリノ卿アーサー・エルフィンストンの裁判 | [ 11 ] |
| 初代ハードウィック伯爵フィリップ・ヨーク （大法官）                     | 1747年          | 第11代ラヴァト卿サイモン・フレイザーの裁判 | [ 11 ] |
| 初代ヘンリー男爵ロバート・ヘンリー （国璽尚書）                         | 1760年          | 第4代フェラーズ伯爵ローレンス・シャーリーの裁判 | [ 11 ] |
| 第2代バサースト伯爵ヘンリー・バサースト （大法官）                      | 1776年          | キングストン＝アポン＝ハル公爵夫人エリザベス・ピアポントの裁判 |        |
| 初代サーロー男爵エドワード・サーロー （大法官、1793年まで）             | 1788年 – 1795年 | ウォーレン・ヘースティングズの裁判 |        |
| 初代ラフバラ男爵アレグザンダー・ウェッダーバーン （大法官、1793年以降） | 1788年 – 1795年 | ウォーレン・ヘースティングズの裁判 |        |
| 初代アースキン男爵トマス・アースキン （大法官）                         | 1806年          | 初代メルヴィル子爵ヘンリー・ダンダスの裁判 |        |
| 初代デンマン男爵トマス・デンマン （王座裁判所主席裁判官）               | 1841年          | 第7代カーディガン伯爵ジェームズ・ブルドネルの裁判 |        |
| 初代ハルスベリー伯爵ハーディンジ・ギファード （大法官）                 | 1901年          | 第2代ラッセル伯爵フランク・ラッセルの裁判 | [ 2 ]  |
| 第3代ダラム伯爵ジョン・ランブトン                                       | 1911年 – 1912年 | ジョージ5世のインド訪問中の大家令 | [ 17 ] |
| 初代ヘイルシャム子爵ダグラス・ホッグ （大法官）                         | 1935年          | 第26代デ・グリフォード男爵エドワード・ラッセルの裁判 |        |